# Spinal Tap
Spinal Tap (w logo zespołu nazwa pisana jako Spın̈al Tap z literą „i” bez kropki oraz heavymetalowym umlautem nad „n”) – na wpół fikcyjny zespół heavymetalowy, o którym w 1984 nakręcono film rockowy Oto Spinal Tap. Członkowie zespołu byli grani przez: Michaela McKeana (jako David St. Hubbins), Christophera Guesta (jako Nigel Tufnel) i Harry'ego Shearera (jako Derek Smalls). Po raz pierwszy pojawili się w 1978 w komediowym The TV Show American Broadcasting Company.
Filmowi This Is Spinal Tap towarzyszyła ścieżka dźwiękowa o tej samej nazwie, a od momentu jego powstania aktorzy grający rolę członków zespołu dawali koncerty i nagrywali muzykę pod nazwą Spinal Tap.
W 1992 zespół wystąpił na The Freddie Mercury Tribute Concert.

## Dyskografia

### Albumy fikcyjne
- Cups and Cakes, (as The Thamesmen) (1965)[4]
- Spinal Tap Sings "(Listen to the) Flower People" and Other Favourites (1967)
- Brainhammer (1970)
- Nerve Damage (1971)
- Blood to Let (1972)
- Intravenus de Milo (1974)
- The Sun Never Sweats (1975)
- Bent for the Rent (1976)
- Tap Dancing (1976)
- Rock 'n' Roll Creation (referred to as The Gospel According to Spinal Tap in the film) (1977)
- Shark Sandwich (1980)
- Smell the Glove (1982)

### Wydane albumy
- This Is Spın̈al Tap (1984) U.S. #121[5]
- Break Like the Wind (1992) U.S. #61[5]
- Back From The Dead (2009)

### Wydane single
- "Christmas With The Devil" / "Christmas With The Devil (Scratch Mix)" (1984)
- "Bitch School" / "Springtime" (1992)
- "The Majesty of Rock" (1992)
- "Back from the Dead" (2000)
- "Warmer Than Hell" (2007)